# Mordellistena meuseli
Mordellistena meuseli là một loài bọ cánh cứng trong họ Mordellidae. Loài này được Ermisch miêu tả khoa học năm 1956.